# Airton Faleiro
Airton Luiz Faleiro (Tenente Portela, 16 de março de 1959) é um agricultor e político brasileiro, filiado ao Partido dos Trabalhadores (PT), que, atualmente, é Deputado Federal pelo Pará, sendo Presidente da Comissão de Trabalho da Câmara dos Deputados.

## Política
O deputado estadual Airton Faleiro, do Pará, foi eleito para exercer o primeiro mandato como deputado federal com 106.965 votos. Líder sindical e de movimentos sociais há mais de duas décadas, Faleiro foi o primeiro coordenador do Movimento Pela Sobrevivência da Transamazônica e Região do Xingu. Ele ainda foi vice-presidente e presidente da Federação dos Trabalhadores da Agricultura do Pará (Fetagri) e diretor da Confederação Nacional dos Trabalhadores na Agricultura (Contag).
Em 2002 se elegeu pela primeira vez deputado estadual, com 23.571 votos. Na Assembleia Legislativa, foi articulador e interlocutor do desenvolvimento sustentável do Pará junto ao Governo Lula. Nos anos de 2007 a 2010 exerceu a liderança do Governo Ana Júlia, na Assembleia Legislativa.
Em 2018 foi eleito deputado federal pelo Pará.